# Sé Nova
Sé Nova, officiellement Coimbra (Sé Nova), est une ancienne paroisse civile portugaise (en portugais : freguesia) de la municipalité de Coimbra dans le district du même nom. Elle doit son nom à la Cathédrale de Coimbra.

## Géographie
Sé Nova se trouve dans le centre de Coimbra. La paroisse a une superficie de 1,43 km2.

## Histoire
La loi no 11-A/2013 du 28 janvier 2013 portant réorganisation administrative du territoire des freguesias fusionne Sé Nova avec les paroisses voisines de Santa Cruz, Almedina et São Bartolomeu pour former l’União das freguesias de Coimbra (Sé Nova, Santa Cruz, Almedina e São Bartolomeu), dont le siège est à Sé Nova.

## Démographie
Selon le recensement de 2001, Sé Nova compte 8 295 habitants.

## Patrimoine
- Colégio de São Jerónimo
- Aqueduto de São Sebastião
- Convento de Santa Ana|Igreja de Santa Ana ou Convento de Santa Ana
- Portal do Colégio de São Tomás
- Sé Nova de Coimbra ou Colégio dos Jesuítas ou Igreja das Onze Mil Virgens
- Igreja de São Salvador
- Paço Episcopal de Coimbra ou Museu Nacional de Machado de Castro
- Paços da Universidade ou Paços das Escolas
- Parque de Santa Cruz ou Jardim da Sereia
- Jardim Botânico da Universidade de Coimbra